# Saint-Philibert (Costa d'Or)
Saint-Philibert és un municipi francès, situat al departament de la Costa d'Or i a la regió de Borgonya - Franc Comtat. L'any 2007 tenia 436 habitants.

## Demografia

### Població
El 2007 la població de fet de Saint-Philibert era de 436 persones. Hi havia 150 famílies, de les quals 16 eren unipersonals (8 homes vivint sols i 8 dones vivint soles), 50 parelles sense fills i 84 parelles amb fills.
La població ha evolucionat segons el següent gràfic:
Habitants censats

### Habitatges
El 2007 hi havia 164 habitatges, 155 eren l'habitatge principal de la família i 9 estaven desocupats. Tots els 164 habitatges eren cases. Dels 155 habitatges principals, 148 estaven ocupats pels seus propietaris, 6 estaven llogats i ocupats pels llogaters i 1 estava cedit a títol gratuït; 2 tenien dues cambres, 4 en tenien tres, 35 en tenien quatre i 114 en tenien cinc o més. 134 habitatges disposaven pel capbaix d'una plaça de pàrquing. A 36 habitatges hi havia un automòbil i a 113 n'hi havia dos o més.

### Piràmide de població
La piràmide de població per edats i sexe el 2009 era:
| Homes | Edats   | Dones |
| ----- | ------- | ----- |
| 0     | 95 o +  | 0     |
| 0     | 90 a 94 | 0     |
| 0     | 85 a 89 | 0     |
| 0     | 80 a 84 | 0     |
| 4     | 75 a 79 | 4     |
| 4     | 70 a 74 | 4     |
| 4     | 65 a 69 | 4     |
| 4     | 60 a 64 | 8     |
| 12    | 55 a 59 | 20    |
| 24    | 50 a 54 | 36    |
| 24    | 45 a 49 | 4     |
| 20    | 40 a 44 | 28    |
| 12    | 35 a 39 | 12    |
| 8     | 30 a 34 | 8     |
| 8     | 25 a 29 | 16    |
| 8     | 20 a 24 | 8     |
| 32    | 15 a 19 | 16    |
| 8     | 10 a 14 | 24    |
| 4     | 5 a 9   | 12    |
| 4     | 0 a 4   | 12    |

## Economia
El 2007 la població en edat de treballar era de 318 persones, 246 eren actives i 72 eren inactives. De les 246 persones actives 234 estaven ocupades (125 homes i 109 dones) i 12 estaven aturades (5 homes i 7 dones). De les 72 persones inactives 28 estaven jubilades, 28 estaven estudiant i 16 estaven classificades com a «altres inactius».

### Ingressos
El 2009 a Saint-Philibert hi havia 163 unitats fiscals que integraven 462 persones, la mediana anual d'ingressos fiscals per persona era de 21.513 €.

### Activitats econòmiques
Dels 10 establiments que hi havia el 2007, 1 era d'una empresa de fabricació d'altres productes industrials, 3 d'empreses de construcció, 4 d'empreses de comerç i reparació d'automòbils i 2 d'empreses de transport.
L'únic servei als particulars que hi havia el 2009 era una lampisteria.
L'any 2000 a Saint-Philibert hi havia 3 explotacions agrícoles.

## Equipaments sanitaris i escolars
El 2009 hi havia una escola maternal integrada dins d'un grup escolar amb les comunes properes formant una escola dispersa.

## Poblacions més properes
El següent diagrama mostra les poblacions més properes.